# چنگیز (فیلم ۲۰۲۳)
چنگیز (به هندی: Chengiz) فیلم درام تاریخی اکشن جنایی هندی بنگالی-زبان، محصول ۲۰۲۳ است که کارگردانی آن بر عهده راجش گانگولی بوده‌است، این فیلم بر اساس داستانی است که توسط نیراج پاندی و خود کارگردان نوشته شده‌است. تهیه کنندگی این فیلم را جیت، گوپال مدنانی و آمیت جمرانی برعهده داشته‌اند. بازیگران اصلی فیلم جیت، سوشمیتا چاترجی، روهیت روی و شطاف فیگار هستند.
به‌طور همزمان، نسخه فیلم چنگیز به زبان بنگالی و نسخه دوبله شده به زبان هندی، در روز ۲۱ آوریل ۲۰۲۳ در هند اکران گردید. این اولین فیلم بنگالی است که به‌طور همزمان به زبان‌های بنگالی و هندی به نمایش در می‌آید.